# Radeberg
Radeberg ist eine Große Kreisstadt im Südwesten des sächsischen Landkreises Bautzen am Rande der Dresdner Heide. Radeberg ist die Stadt mit der höchsten Bevölkerungsdichte des Landkreises.

## Geografie

### Geografische Lage
Durch Radeberg fließen die Große Röder und die Schwarze Röder, die an der Mittelmühle (in der Nähe der Pestalozzischule) in erstere mündet. Am westlichen Stadtrand beginnt die Dresdner Heide, ein flachwelliges, nahezu geschlossenes Waldgebiet von mehr als 50 km² Fläche. Nördlich und östlich von Radeberg zeigen sich die westlichen Ausläufer des Lausitzer Berglandes. Die Stadt liegt im Naturraum des Westlausitzer Hügel- und Berglandes. Die Stadt gibt auch der Region rundum den Namen „Radeberger Land“.

### Stadtgliederung
Die Ortsteile Liegau-Augustusbad (1995 eingemeindet), Großerkmannsdorf und Ullersdorf (beide 1999 eingemeindet) begrenzen die Stadt im Nordwesten und Süden. Weitere benannte Stadtteile bzw. Ortslagen in Radeberg, wenn auch ohne Ortsteilstatus, sind die Siedlung Rossendorf (nördlich der Bundesstraße 6) und Kleinerkmannsdorf, beide zum Ortsteil Großerkmannsdorf gehörend, sowie Heinrichsthal, Friedrichstal, die Heidehäuser, die Stadtrandsiedlung und Lotzdorf.

### Nachbarorte
| Ottendorf-Okrilla | Königsbrück Wachau (Sachsen)                | Pulsnitz und Großröhrsdorf, Landwehr |
| Dresdner Heide    | Kompassrose, die auf Nachbargemeinden zeigt | Arnsdorf und Bischofswerda           |
| Dresden           | Eschdorf Pirna                              | Stolpen                              |

## Geschichte

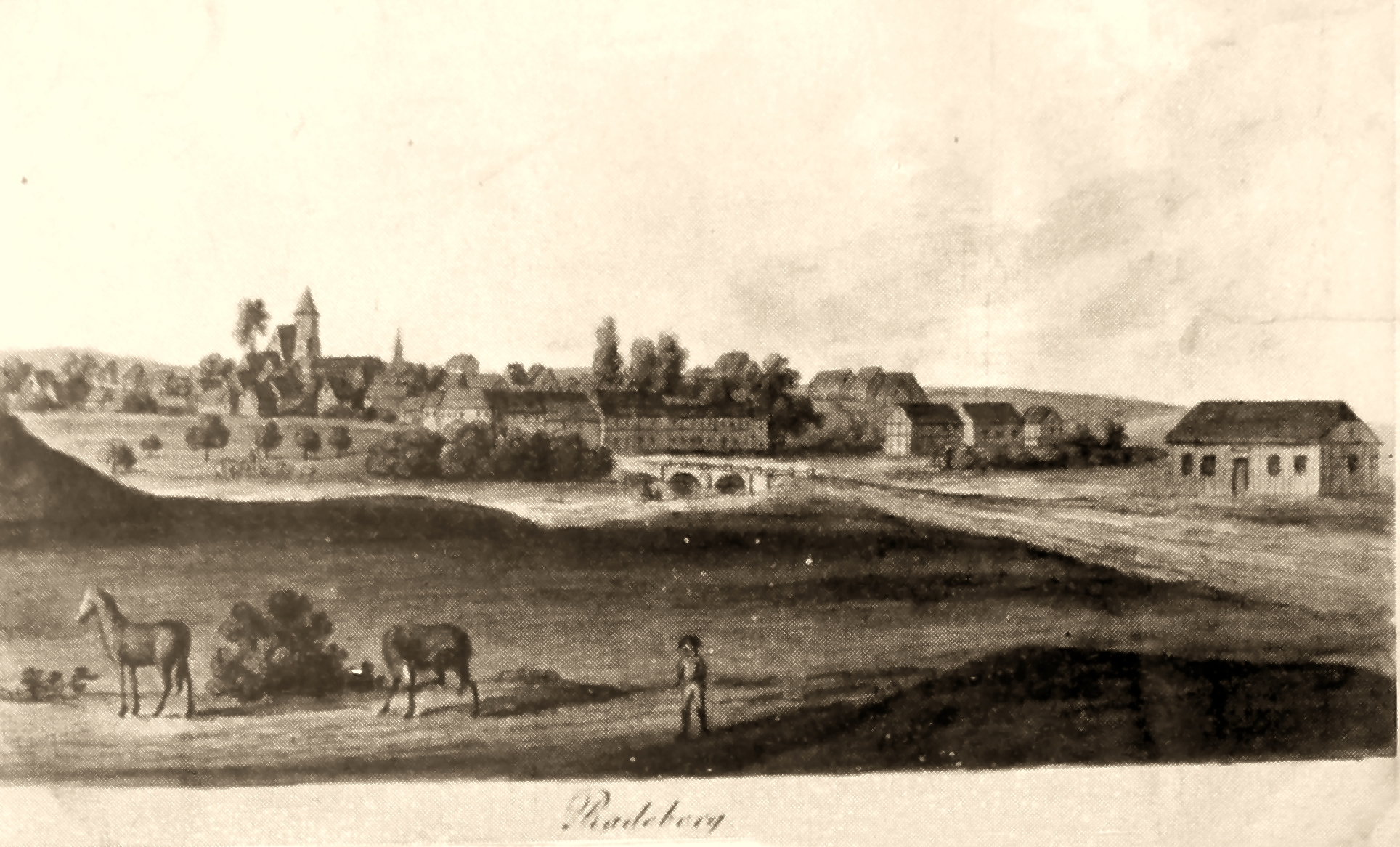
Stadtansicht Radeberg um 1765 mit der Hospitalbrücke und dem alten Hospital (rechts)

### Mittelalter bis Neuzeit
In einer undatierten Urkunde über die Weihe einer in Schweta gestifteten Kapelle, die zwischen 1219 und 1229 ausgestellt worden sein soll und die von Ludwig August Schultes 1825 in den zweiten Band seiner chronologisch geordneten Auszüge von sämtlichen über die Geschichte Obersachsens vorhandenen Urkunden aufgenommen wurde, wird im Umfeld des Bischofs Bruno II. von Meißen ein Domherr [?] „Werner von Radebergk“ als Zeuge genannt. Jedoch lässt sich diese Urkunde nicht ermitteln. Bereits als Schultes 1825 sein Werk veröffentlichte, war dieser urkundliche Eintrag nirgends nachweisbar und wurde auch in keinerlei anderen bedeutenden Chroniken des 19. Jahrhunderts erwähnt.
Der Name des Ortes leitet sich vermutlich vom Fluss Größe Röder (alte Namen: Räderfluss, Reder) ab. In nicht einmal 150 Jahren entstanden ein Marktplatz, eine Burg und eigene Maßeinheiten wie zum Beispiel der Radeberger Scheffel. Am 16. März 1412 wurde dem Marktflecken das Stadt- und Weichbildrecht von Landgraf Friedrich IV. (Meißen und Thüringen), genannt der Friedfertige oder Einfältige, auch der Jüngere, verliehen.
Da Herzog Heinrich der Fromme die Reformation in dem von ihm regierten albertinischen Teil Sachsens in Verbindung mit zwei Kirchenvisitationen erst 1539 einführte,
ist auch für Radeberg, das zur Superintendentur Dresden gehörte, das Reformations-Einführungsjahr 1539 gültig. Die Visitatoren waren Caspar von Schönberg, Rudolf von Rechenberg, Justus Jonas, Georg Spalatin und Melchior von Creutzen. Die zweite Visitation erfolgte in der Zeit vom 20. Dezember 1539 bis 7. Juli 1540.
Im 16. Jahrhundert wurde nördlich der Stadt Silber gefunden, der Fundort wurde daraufhin Silberberg genannt. Die am Nordhang des Silberberges in einem östlichen Seitental der Großen Röder, dem Tannengrund, gelegene Mine war jedoch schnell erschöpft. Der Dreißigjährige Krieg und der Große Nordische Krieg setzten der Stadt schwer zu. 1645 wurde in Radeberg die Salpetersiederei eingeführt. 1713 versuchten der Rittmeister Bruckmeyer und der Arzneilaborant Hausen, eine große Salpeterfabrik auf dem Freudenberg, der damals noch am Rande des Stadtkernes lag, zu bauen, was jedoch wegen der hohen Brandgefahr durch einen Bürgeraufstand am 20. September 1714 vereitelt wurde.
Im gleichen Jahr, am 13. Juli 1714, brannte infolge Blitzeinschlages fast die ganze Stadt ab. Die Suche nach Kalk zum Wiederaufbau erfolgte auch in den Stollen des ehemaligen Bergbaugebietes am Silberberg, war aber erfolglos. Stattdessen führte diese Suche zur Entdeckung der Heilquellen im Tannengrund durch den Radeberger Bürgermeister Christoph Seydel.

### Industrielle Revolution bis Nationalsozialismus

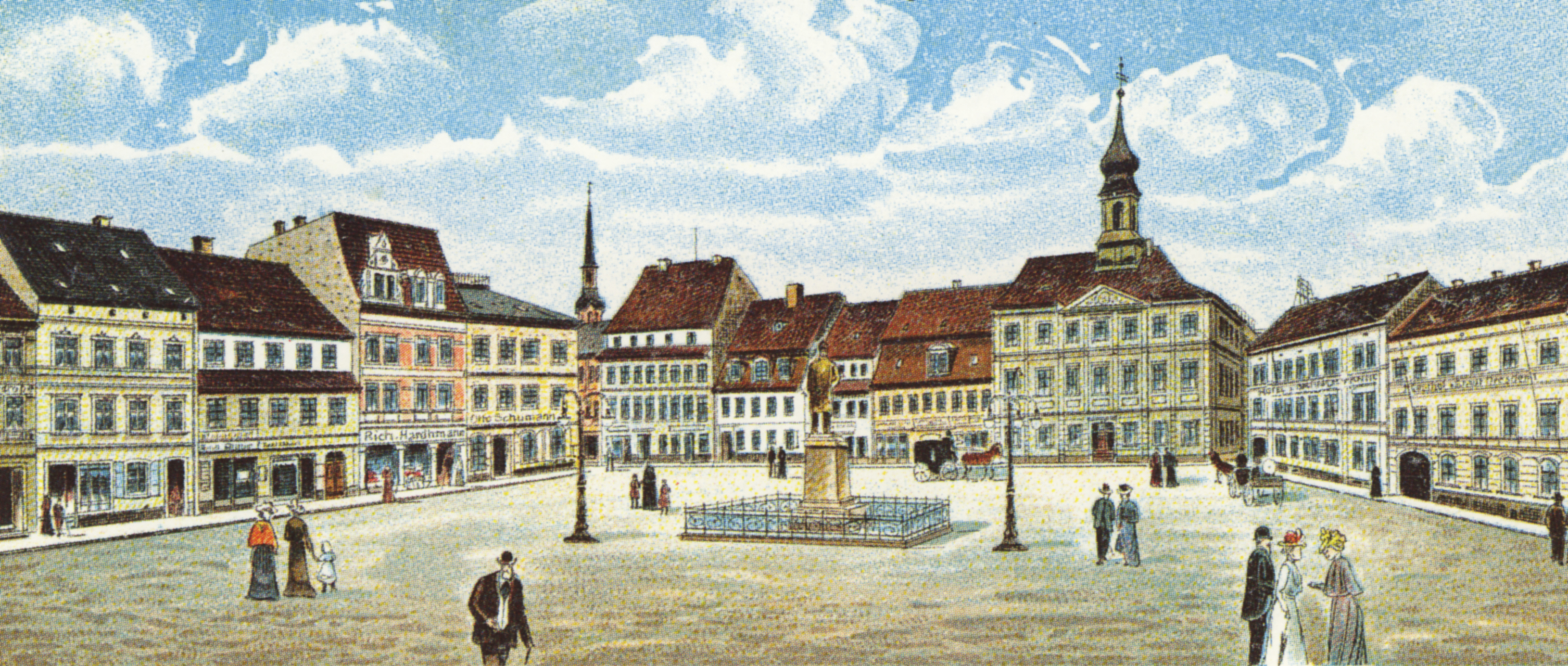
Radeberger Marktplatz um 1900

Radeberg entwickelte sich frühzeitig zum Industriestandort vor den Toren der Landeshauptstadt Dresden. Ausgelöst wurde das durch den frühen Anschluss Radebergs an die Eisenbahnlinie Dresden – Görlitz ab dem Jahr 1845 und die dadurch forcierte Ansiedlung der Glasindustrie. Die erste Glasfabrik wurde 1858 erbaut. Nach 1871 kam es in Radeberg zu einem raschen Anwachsen der Industrieansiedlungen.
Aufgrund des akuten Munitionsmangels an den Kampfschauplätzen des Ersten Weltkrieges wurde 1915 in Radeberg ein staatliches Rüstungsunternehmen zur Fertigung von Zündern und Sprengkapseln, das Königliche Feuerwerkslaboratorium Radeberg, gegründet. Zeitweilig waren über 5.000 Menschen in der Fabrik beschäftigt.
Von der Weltwirtschaftskrise 1929 waren viele Radeberger Unternehmen betroffen. Die daraus resultierende hohe Arbeitslosenquote führte zu einer drastischen Verschlechterung der Wohn- und Versorgungssituation der Bevölkerung. Um die Wohnungsnot zu verringern, errichtete die Stadt Radeberg von 1926 bis 1932 nahezu 200 Wohnungen. Östlich der Stadt entstand auf der Basis des neu geschaffenen Reichsheimstättengesetzes vom 10. Mai 1920 ab 1932 die Stadtrandsiedlung Am Taubenberg, im Volksmund Kalte Hand genannt. Am westlichen Stadtrand entstand ab 1913 die von der Gemeinnützigen Baugenossenschaft Radeberg getragene Ernst-Braune-Siedlung, in der Südvorstadt als genossenschaftliches Bauprojekt die sogenannte Kohlrabi-Insel.

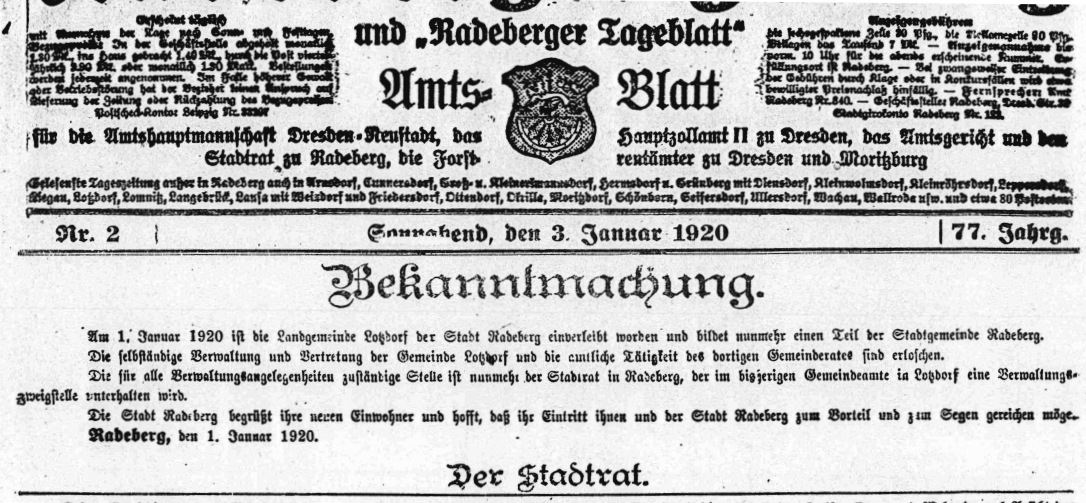
Amtliche Bekanntmachung über die Vereinigung Radeberg und Lotzdorf 1920

Zum Stichtag 1. Januar 1920 haben sich die beiden politischen Gemeinden Radeberg und Lotzdorf vereinigt, es erfolgte keine Eingemeindung. Jegliche gebietskörperschaftliche, öffentlich- und privatrechtliche, gemeindliche und politische Funktionen und Stellungen Lotzdorfs sind zu diesem Zeitpunkt erloschen, die bisherigen gemeindlichen Vertretungen Lotzdorfs wurden ersatzlos aufgelöst. Alle diesbezüglichen Rechte und Verbindlichkeiten sowie das gesamte bewegliche und unbewegliche Vermögen der Landgemeinde Lotzdorf sind zum Stichtag auf die Stadtgemeinde Radeberg übergegangen.
Der Flurbezirk Lotzdorf ist unter Beibehaltung seiner bisherigen Flurstück-Nummern in den Gemeinde- und Flurbezirk Radeberg eingeordnet worden, so dass nach der Vereinigung 1920 in der neuen, vergrößerten Stadtgemeinde Radeberg zwei Flurbezirke bzw. Gemarkungen (Flur Radeberg und Flur Lotzdorf) mit ihren jeweils eigenen Flurstück-Nummern existieren.
Die Volkszählung am 17. Mai 1939 ergab 15.993 Einwohner, davon 7.474 Männer und 8.519 Frauen.

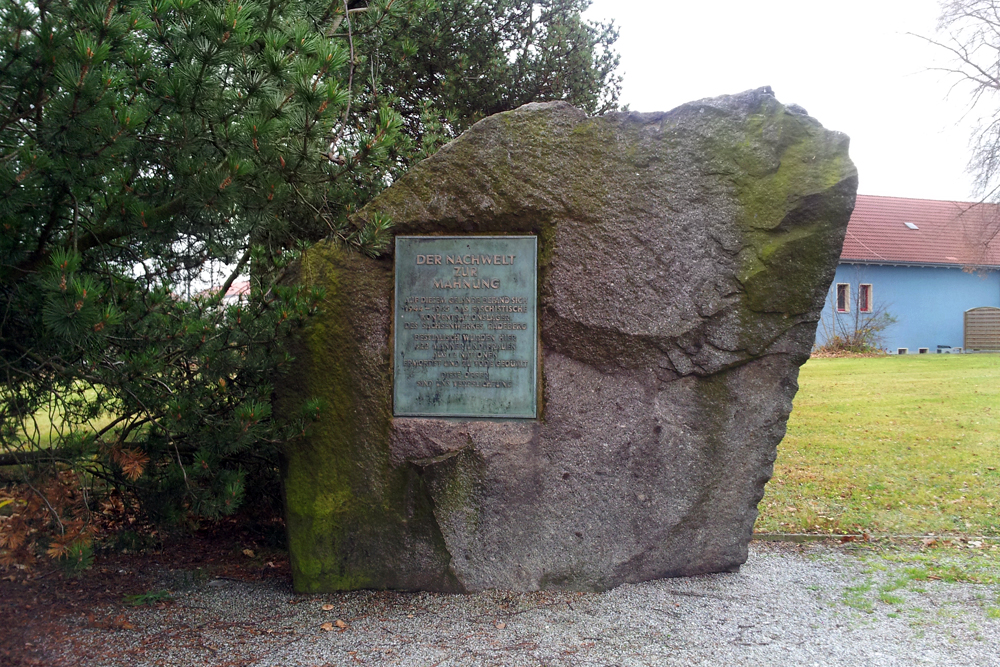
Gedenkstein am ehemaligen Standort des Arbeitserziehungslager in Radeberg (2012)

Von Juli 1944 bis Mai 1945 befand sich das Arbeitserziehungslager Radeberg am Robert-Blum-Weg / Ecke Adolph-Kolping-Straße. Dort wurden hunderte Insassen aus zahlreichen Ländern unter grausamen Bedingungen, durch Genickschuss, Gift oder Unterernährung getötet. Zivile Zwangsarbeiter, Kriegsgefangene und Angehörige der Sowjetarmee mussten für die Sachsenwerk, Licht- und Kraft-AG Zwangsarbeit in der Rüstungsproduktion verrichten.

### Deutsche Demokratische Republik

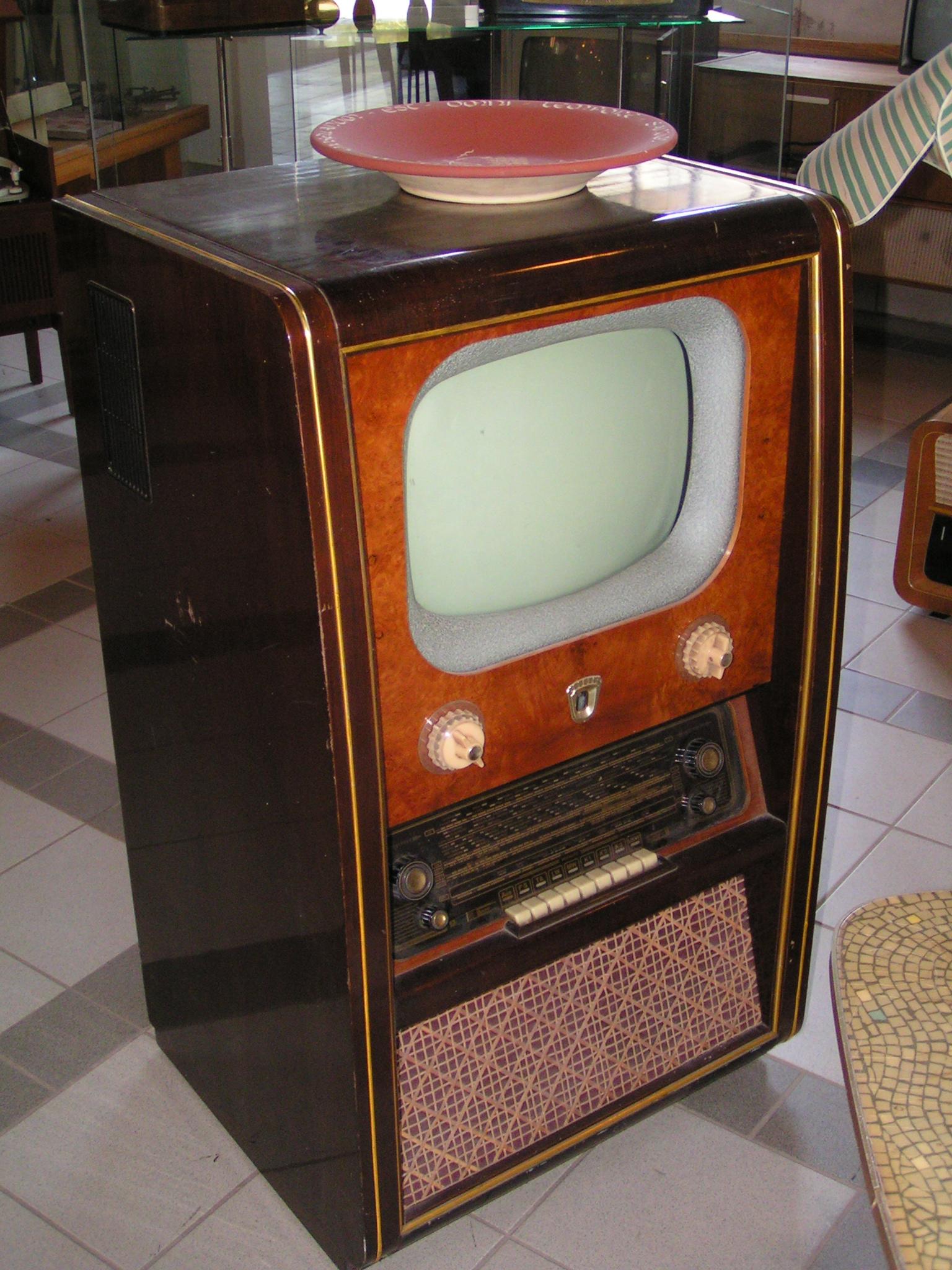
Clivia II FER858A (VEB Rafena-Werke Radeberg) aus dem Jahr 1956

Die 1872 gegründete Exportbierbrauerei sowie die Entwicklung und Produktion von Fernsehgeräten ab 1950 im Sachsenwerk Radeberg (im November 1956 in VEB Rafena-Werke umfirmiert) und später von Tisch- und Großrechnern im 1969 aus dem VEB Rafena-Werke hervorgegangenen Stammbetrieb des VEB Kombinat Robotron prägten über Jahrzehnte die städtische Wirtschaft.
Im Juli 1948 wurde mit dem Kulturhaus „Maxim Gorki“ das erste Kulturhaus der Sowjetischen Besatzungszone (SBZ) eröffnet. In diesem Objekt befand sich von 1948 bis 1953 auch einer der ersten Kindergärten in der SBZ. Träger des Kulturhauses und des Kindergartens war das Sachsenwerk Radeberg bzw. dessen Rechtsnachfolger. Das Kulturhaus war der kulturelle Mittelpunkt und das Veranstaltungszentrum der Stadt und wurde bis weit in die 1990er Jahre für verschiedenste Veranstaltungen genutzt. 2009 wurden die Gebäude abgerissen und auf der Immobilie eine öffentliche Grünanlage geschaffen.
Von 1955 bis 1976 hat der Rat der Stadt die monatlich erschienene Zeitschrift „Radeberger Kulturleben“ als „Heimatschrift für Radeberg und Umgebung“ herausgegeben.

### Seit der Wiedervereinigung
Am 1. April 1995 wurde Liegau-Augustusbad eingemeindet. Am 1. Januar 1999 kamen Großerkmannsdorf und Ullersdorf hinzu. Die Einwohnerzahl der Stadt ist seitdem relativ stabil zwischen 18.000 und 19.000
Zum 1. Januar 2009 erfolgte die Erhebung zur Großen Kreisstadt.
Die Historie der Stadt Radeberg wird seit 2004 in einer alle Epochen einbeziehenden und thematisch strukturierten Form von der im Auftrag der Großen Kreisstadt Radeberg ehrenamtlich tätigen „Arbeitsgruppe Stadtgeschichte“ aufgearbeitet und in der einmal jährlich von der Großen Kreisstadt Radeberg herausgegebenen Broschüre „Radeberger Blätter zur Stadtgeschichte“ veröffentlicht.

### Einwohnerentwicklung
| Jahr | Einwohner                                                                              | Jahr | Einwohner |
| ---- | -------------------------------------------------------------------------------------- | ---- | --------- |
| 1551 | 227 besessene Bürger, davon im Burglehn 51 besessene Mann, 78 Inwohner                 | 1946 | 16.622    |
| 1764 | 103 besessene Mann, 60 Häusler, 18¾ Hufen                                              | 1950 | 16.440    |
| 1834 | 2.256                                                                                  | 1964 | 17.420    |
| 1871 | 4.388                                                                                  | 1990 | 14.671    |
| 1890 | 8.740                                                                                  | 2000 | 18.731    |
| 1895 | 10.295                                                                                 | 2015 | 18.389    |
| 1900 | 12.918, davon 6.770 (52,4 %) männlich, 6.148 (47,6 %) weiblich, in 2.789 Haushaltungen | 2017 | 18.451    |
| 1910 | 13.413                                                                                 | 2018 | 18.463    |
| 1925 | 15.651                                                                                 | 2019 | 18.798    |
| 1939 | 16.183                                                                                 | 2023 | 19.160    |

Gemäß Zensus 2022 hatte Radeberg am 15. Mai 2022 18.724 Einwohner, davon 17.963 Deutsche und 761 Ausländer. Der Ausländeranteil betrug somit 4,1 % und lag unter dem sächsischen Durchschnitt von 6,3 %.

### Ortsnamenformen
- 1233: Thimo miles de Radeberch
- 1235: Radeberc
- 1350: Aldenradeberg
- 1378: Radeberg (RDMM 266)
- 1435: Radwerck
- 1445/47: Radeberg
- 1485: Radberg
- 1488: Radenberg
- 1537: Rodenperg
- 1551: Radebergk[10]

## Politik

### Stadtrat und Oberbürgermeister
Nach der Stadtratswahl vom 9. Juni 2024 setzt sich der Stadtrat wie folgt zusammen:
| Stadtrat ab 2024Insgesamt 26 Sitze - Linke: 1 - SPD: 1 - Grüne: 1 - FWR: 2 - WfL: 1 - WfR: 5 - CDU: 7 - AfD: 7 - FS: 1 | Liste                 | 2024   | 2024   | 2019   | 2019   | 2014   | 2014   |
| Stadtrat ab 2024Insgesamt 26 Sitze - Linke: 1 - SPD: 1 - Grüne: 1 - FWR: 2 - WfL: 1 - WfR: 5 - CDU: 7 - AfD: 7 - FS: 1 | Liste                 | Sitze  | in %   | Sitze  | in %   | Sitze  | in %   |
| Stadtrat ab 2024Insgesamt 26 Sitze - Linke: 1 - SPD: 1 - Grüne: 1 - FWR: 2 - WfL: 1 - WfR: 5 - CDU: 7 - AfD: 7 - FS: 1 | CDU                   | 7      | 27,0   | 7      | 25,9   | 10     | 35,7   |
| Stadtrat ab 2024Insgesamt 26 Sitze - Linke: 1 - SPD: 1 - Grüne: 1 - FWR: 2 - WfL: 1 - WfR: 5 - CDU: 7 - AfD: 7 - FS: 1 | AfD                   | 7      | 26,1   | 4      | 21,1   | –      | –      |
| Stadtrat ab 2024Insgesamt 26 Sitze - Linke: 1 - SPD: 1 - Grüne: 1 - FWR: 2 - WfL: 1 - WfR: 5 - CDU: 7 - AfD: 7 - FS: 1 | Wir für Radeberg      | 5      | 20,3   | –      | –      | –      | –      |
| Stadtrat ab 2024Insgesamt 26 Sitze - Linke: 1 - SPD: 1 - Grüne: 1 - FWR: 2 - WfL: 1 - WfR: 5 - CDU: 7 - AfD: 7 - FS: 1 | Freie Wähler Radeberg | 2      | 7,1    | 5      | 20,0   | 6      | 20,6   |
| Stadtrat ab 2024Insgesamt 26 Sitze - Linke: 1 - SPD: 1 - Grüne: 1 - FWR: 2 - WfL: 1 - WfR: 5 - CDU: 7 - AfD: 7 - FS: 1 | Grüne                 | 1      | 5,8    | 2      | 8,4    | 1      | 5,6    |
| Stadtrat ab 2024Insgesamt 26 Sitze - Linke: 1 - SPD: 1 - Grüne: 1 - FWR: 2 - WfL: 1 - WfR: 5 - CDU: 7 - AfD: 7 - FS: 1 | SPD                   | 1      | 4,0    | 4      | 16,1   | 6      | 20,2   |
| Stadtrat ab 2024Insgesamt 26 Sitze - Linke: 1 - SPD: 1 - Grüne: 1 - FWR: 2 - WfL: 1 - WfR: 5 - CDU: 7 - AfD: 7 - FS: 1 | Wir für Liegau        | 1      | 3,9    | –      | –      | –      | –      |
| Stadtrat ab 2024Insgesamt 26 Sitze - Linke: 1 - SPD: 1 - Grüne: 1 - FWR: 2 - WfL: 1 - WfR: 5 - CDU: 7 - AfD: 7 - FS: 1 | Linke                 | 1      | 3,5    | 2      | 8,6    | 3      | 13,1   |
| Stadtrat ab 2024Insgesamt 26 Sitze - Linke: 1 - SPD: 1 - Grüne: 1 - FWR: 2 - WfL: 1 - WfR: 5 - CDU: 7 - AfD: 7 - FS: 1 | Freie Sachsen         | 1      | 2,2    | –      | –      | –      | –      |
| Stadtrat ab 2024Insgesamt 26 Sitze - Linke: 1 - SPD: 1 - Grüne: 1 - FWR: 2 - WfL: 1 - WfR: 5 - CDU: 7 - AfD: 7 - FS: 1 | Piraten               | –      | –      | –      | –      | –      | 3,2    |
| Stadtrat ab 2024Insgesamt 26 Sitze - Linke: 1 - SPD: 1 - Grüne: 1 - FWR: 2 - WfL: 1 - WfR: 5 - CDU: 7 - AfD: 7 - FS: 1 | FDP                   | –      | –      | –      | –      | –      | 1,6    |
| Stadtrat ab 2024Insgesamt 26 Sitze - Linke: 1 - SPD: 1 - Grüne: 1 - FWR: 2 - WfL: 1 - WfR: 5 - CDU: 7 - AfD: 7 - FS: 1 | Wahlbeteiligung       | 67,1 % | 67,1 % | 62,5 % | 62,5 % | 52,4 % | 52,4 % |

Zum ersten Bürgermeister nach der politischen Wende wurde 1990 Frank Petzold (CDU) durch die damalige Stadtverordnetenversammlung gewählt. Bei der ersten Bürgermeisterdirektwahl in Radeberg (1994) wurde Gerhard Lemm (SPD) gewählt und 2001 mit 78 %, 2008 mit 81 % und 2015 mit 96 % jeweils wiedergewählt. Aus der Oberbürgermeisterwahl 2022 ging Frank Höhme (parteilos) im zweiten Wahlgang mit 58,64 % als Sieger hervor. Er hat sein Amt am 2. August 2022 angetreten. In der ersten von ihm geleiteten Stadtratssitzung am 28. September 2022 hat Frank Höhme den Amtseid abgelegt.
Seit der Erhebung Radebergs zur Großen Kreisstadt 2009 lautet die Amtsbezeichnung Oberbürgermeister.
| Wahl | Bürgermeister     | Vorschlag | Wahlergebnis (in %) |
| ---- | ----------------- | --------- | ------------------- |
| 2022 | Frank Heinz Höhme | Höhme     | 58,6                |
| 2015 | Gerhard Lemm      | SPD       | 96,1                |
| 2008 | Gerhard Lemm      | SPD       | 81,2                |
| 2001 | Gerhard Lemm      | SPD       | 78,1                |
| 1994 | Gerhard Lemm      | SPD       | 54,9                |

### Stadtwappen, Stadtsiegel

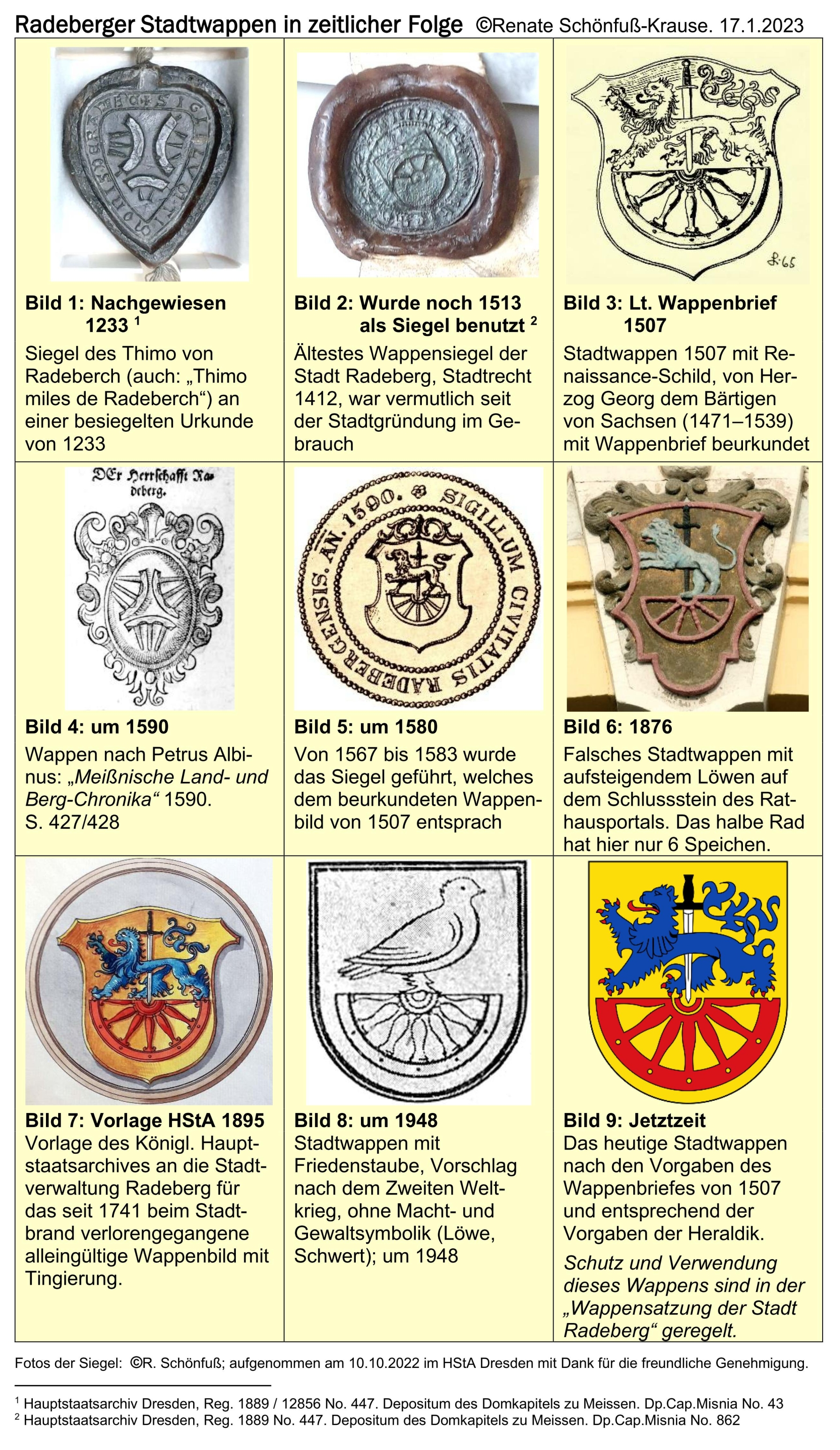
Radeberger Stadtsiegel und -wappen in ihrer historischen Entwicklung

Radeberg führt seit dem Mittelalter ein eigenes Siegel (entsprechend der Siegel-Heraldik ohne Farbe) und Wappen, deren wesentliche Elemente bis auf geringfügige, vorübergehende Abweichungen bestehen blieben. Schon 1233 gab es im Siegel des Thimo miles de Radeberch (Thimo Ritter von Radeberch) drei gegeneinander gekehrte Teile eines zerbrochenen Wagenrades. Das heutige amtliche Stadtwappen geht mit seinen Regeln und Elementen der Heraldik bereits auf einen beurkundeten Wappenbrief von 1507 zurück, den Herzog Georg der Bärtige von Sachsen der Stadt Radeberg als besondere Auszeichnung verliehen hatte und in dem von diesem Zeitpunkt an die Blasonierung und Tingierung des Wappenbildes festgeschrieben ist. Es wurde damit durch den Herzog als „unveränderliches Wappenbild“ gesetzt, also damals schon im bestehenden Wappenrecht „zum Gesetz“ erhoben.
Das Radeberger Wappen ist ein Ortswappen und als solches ein Kommunales Hoheitszeichen, das in der Heraldik als „Redendes Wappen“ bezeichnet wird und soll mit seiner Bilddarstellung des halben Rades die direkte bildhafte Umsetzung und Deutung des Ortsnamens assoziieren. Es zeigt einen schreitenden Löwen auf einem halben (zerbrochenen) Rad, am Rücken bis an die Radnabe durchbohrt von einem Schwert. Der schreitende Löwe ist als Wappentier der damaligen Mark Meißen von Herzog Georg dem Bärtigen von Sachsen in der Tingierung Blau festgeschrieben worden.
Das ebenfalls verliehene Schwert im Wappenbild weist auf die Schwertführigkeit und auf die Hohe Gerichtsbarkeit der Stadt hin und dokumentiert eine Warnung, denn im Mittelalter waren vor allem diejenigen Städte wappenberechtigt, die als militärische Verteidigungsplätze dienten.
Das Wappen ist mit der Satzung der Stadt Radeberg, Landkreis Dresden, zum Schutz des Wappens der Stadt Radeberg (Wappensatzung) geschützt.

### Stadtfahne

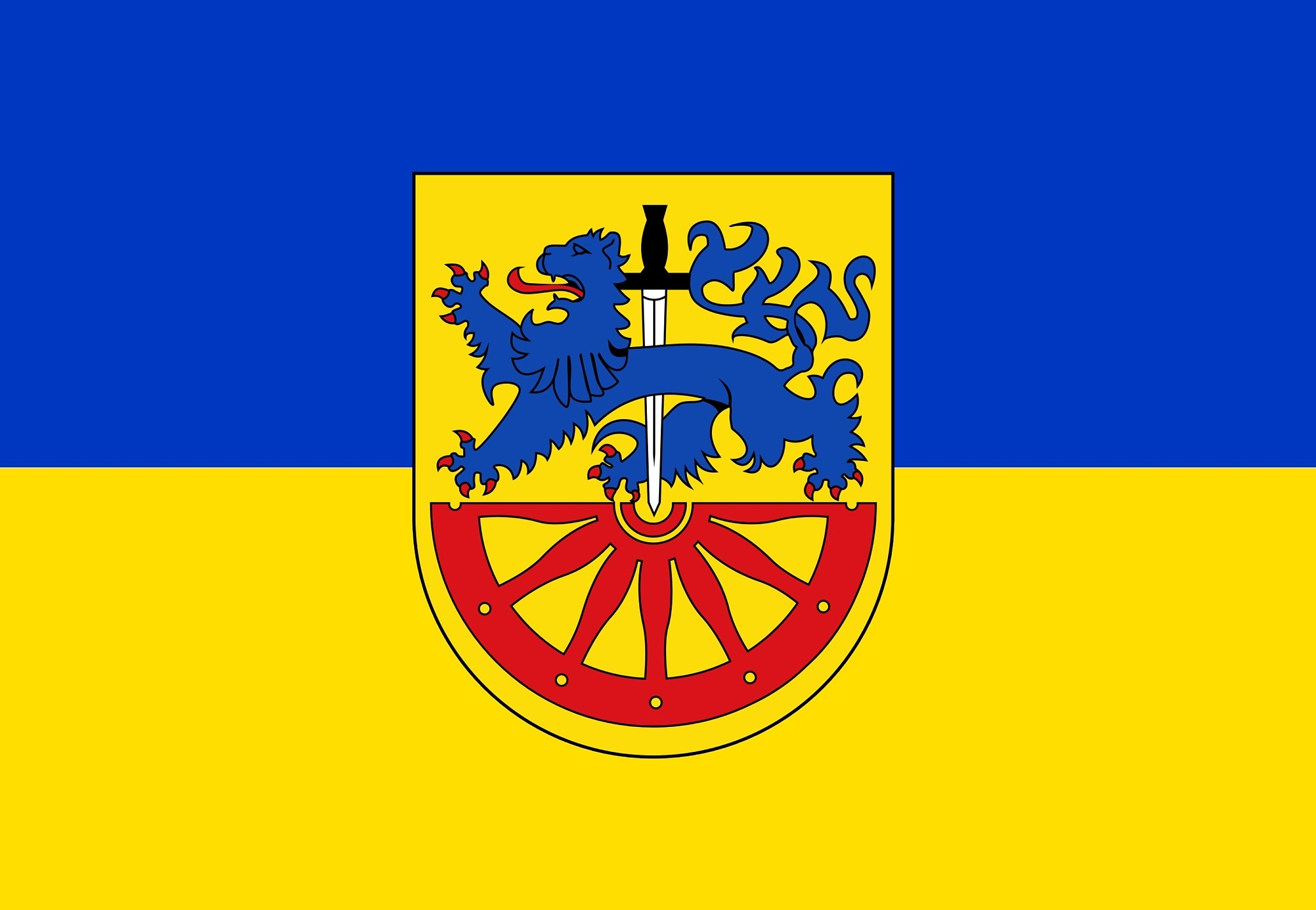
Stadtfahne Radeberg mit amtlichem Stadtwappen

Die Stadtfahne Radeberg ist ein Kommunales Hoheitszeichen und hat die Farben Blau - Gold (gelb). In ihr ist mittig zentriert das amtliche Stadtwappen enthalten.
In Sachsen gelten nach heraldischer Regel zweifarbige Stadtfahnen. Die Hauptfarbe des Wappenbildes bestimmt immer die Farbe des oberen, die Farbe oder das Metall des Schildfeldes den unteren Fahnenstreifen. Die Radeberger Stadtfahne entspricht in der Farbzusammenstellung den alten meißnischen Farben: Blau - Gelb.
Andere Fahnen-Gestaltungen (z. B. Gelb = oben und blau = unten) entsprechen nicht den heraldischen Regeln und sind nicht amtlich bzw. keine kommunalen Hoheitszeichen.

### Städtepartnerschaften
Partnerstädte von Radeberg sind Garching bei München in Bayern und seit 1972 Neratovice in Tschechien. Zusätzlich besteht eine kommunale Freundschaft zur bayrischen Gemeinde Aschheim, der früheren Partnergemeinde des Ortsteils Liegau-Augustusbad.

## Gedenkstätten (Auswahl)
- Kriegerdenkmal für die Deutsche Reichsgründung 1871 sowie an die Opfer des Deutschen Kriegs von 1866 und die Gefallenen des Deutsch-Französischen Kriegs 1870/71
- Kriegerdenkmal für die Gefallenen des Ersten Weltkriegs an der Pulsnitzer Straße
- Ehrenhain an der Pulsnitzer Straße zur Erinnerung an ermordete Häftlinge des AEL mit Gedenksteinen für Angehörige verschiedener Nationen
- Gedenkstein am Standort des AEL, 1965 von dem ehemaligen Häftling Herbert Gute eingeweiht
- Gedenktafel auf dem Gelände des ehemaligen VEB Robotron-Elektronik für die Insassen des AEL
- Ehrenhain der FIR auf dem Ortsfriedhof für die Opfer des Faschismus und Widerstandskämpfer von Stadt und Kreis Radeberg
- Ehrenhain und Gräber auf dem gleichen Friedhof für 59 sowjetische Kriegsgefangene und Zwangsarbeiter
- Gedenkstein in der Siedlung an der Gartenstraße zur Erinnerung an den sozialdemokratischen Stadtrat Ernst Braune, der von den Nazis verfolgt wurde
- Gedenkstein für Ernst Thälmann an der Lotzdorfer Straße, welcher bis zur Wendezeit von den Schülern der Ludwig-Richter-Schule gepflegt wurde, sowie das Kriegerdenkmal Lotzdorf an derselben Straße.

## Kultur und Sehenswürdigkeiten (Auswahl)

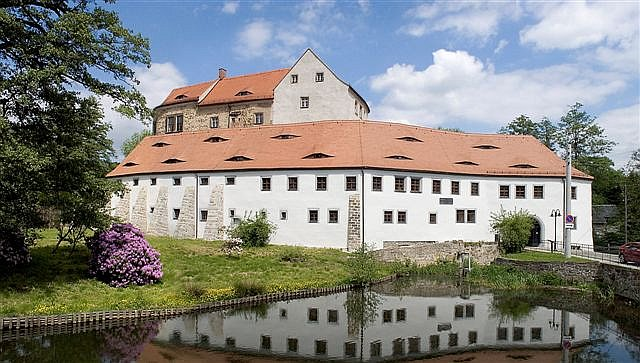
Schloss Klippenstein

- Das Rathaus am Markt wurde im Rokokostil von Samuel Locke 1767–1769 errichtet, nachdem der Vorgängerbau 1714 und 1741 abbrannte.
- Die Postdistanzsäule von 1729 vor dem Rathaus ist eine 2012 angefertigte Nachbildung. Das Original ist im Rahmen der Zweiten Kursächsischen Landvermessung am 28. Oktober 1729 auf dem Markt aufgestellt worden. Im Juli 1791 wurde sie wegen der Vergrößerung des Garnisons-Wacht-Hauses in die Mitte des Marktes versetzt[24] und verblieb dort bis 1852.
- Neben dem aus der Burg („Hauptburg“) hervorgegangenen Schloss Klippenstein und der von 1856 bis 1952 als Amtsgericht und Gefängnis genutzten „Vorburg“ sowie dem heute besteigbaren „Hungerturm“ (Eulenturm) besteht auch ein 1953 eröffnetes Heimat-Museum. Im Jahr 2015 wurde die Dauerausstellung zur Industriegeschichte eröffnet.
- Das Seifersdorfer Tal, das Hüttertal, die Landwehr und die Dresdner Heide bieten sich für Ausflugstouren an, in der Innenstadt ebenso die Parkanlage Gelbkehain.
- Die Grundmühle in Liegau-Augustusbad am Beginn des Seifersdorfer Tals weist anschauliche architektonische und historische Details für Interessierte auf.
- Radeberg hat seit 1927 einen Posaunenchor der evangelischen Kirchgemeinde.
- Der 1968 gegründete Radeberger Spielmannszug ist heute eine Sektion des Radeberger Sportvereins.
- Obwohl die Radeberger Stadtkirche zur Zeit der Gotik errichtet wurde, kann man sie nicht kunstgeschichtlich einordnen.
- Der Botanische Blindengarten Radeberg an der Villa Storchennest beherbergt etwa 1300 Pflanzenarten, darunter 700 Duftpflanzen und eine Kameliensammlung.
- In Radeberg befinden sich drei Zwölfeckhäuser, ein Beispiel für experimentelle Architektur der 1970er Jahre in der DDR.
- Die Hospitalbrücke in der Nähe der Brauerei wurde 1764 fertiggestellt und ist die älteste Steinbrücke im Gebiet des heutigen Stadtkernes. Diese ursprüngliche Zweibogen-Brücke ist 1899 als Einbogen-Brücke erneuert worden. Mehrere weitere Radeberger Brücken, zum Beispiel die bereits 1762 errichtete Steinbogenbrücke über die Große Röder an der Radeberger Hüttermühle, die Löwenbrücke und die Hundestallbrücke, sind als Kulturdenkmale geschützt.

### Theater
Über die Region hinaus bekannt ist das Radeberger Biertheater, das als erstes sächsisches Mundarttheater firmiert. Das Privattheater befindet sich im Kaiserhof an der Hauptstraße und bietet Platz für 268 Besucher. Darsteller sind unter anderem Peter Flache, Die Bierhähne sowie Angela Zschaler, Thomas Rauch und Jens Albrecht.
1963 ist der vom Kulturhaus „Maxim Gorki“ getragenen Laienspielgruppe des VEB Rafena-Werkes der Status und Titel eines Arbeiter-Theaters verliehen worden. Dieses bestand bis in die späten 1980er-Jahre.

### Kulinarische Spezialitäten

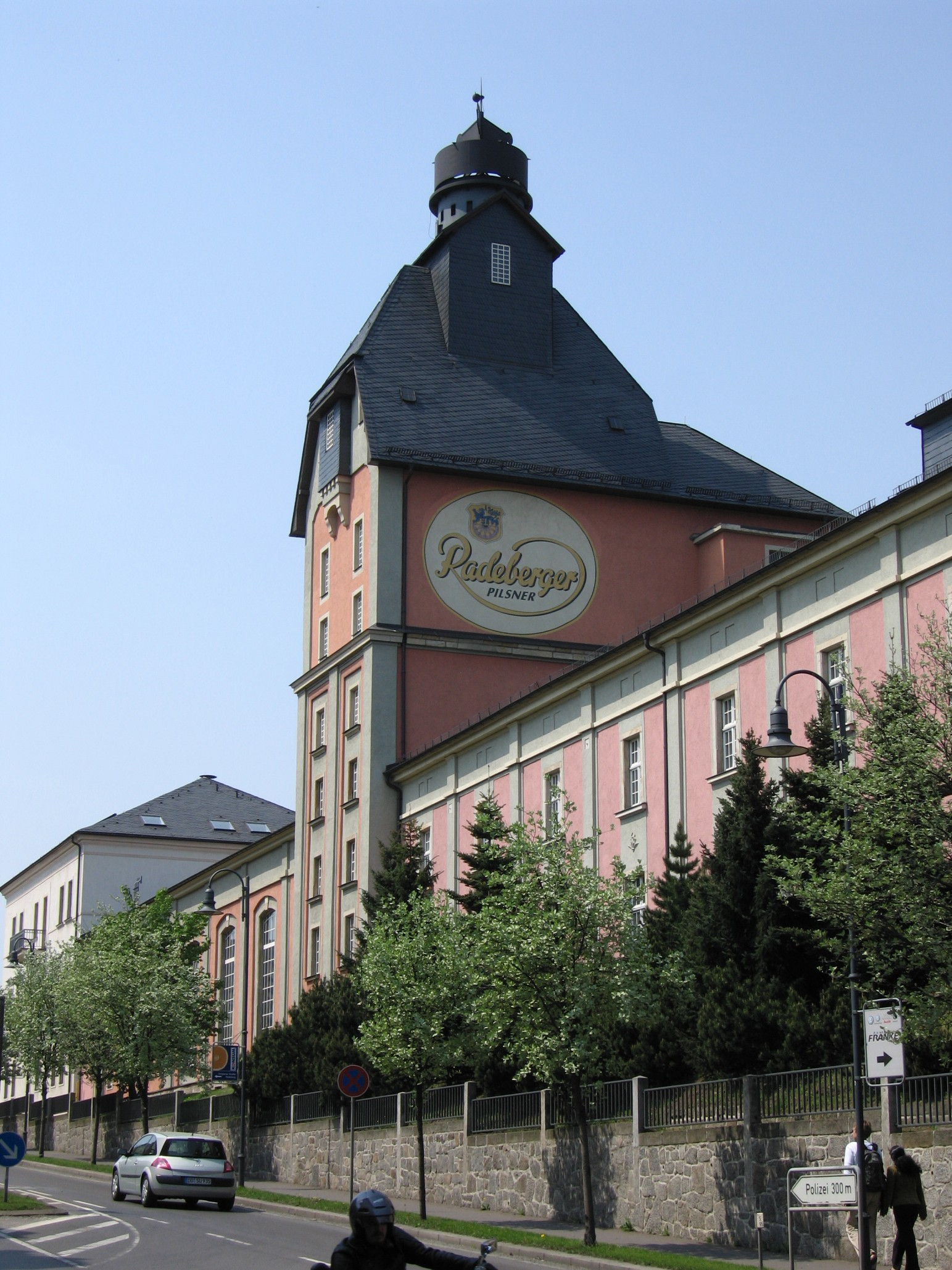
Radeberger Exportbierbrauerei

Die bekannteste Spezialität ist das Radeberger Bier. Es ist das erste Bier, das seit 1872 außerhalb Böhmens nach Pilsner Brauart gebraut wurde und damit gleichzeitig das älteste Pils in Deutschland. In der DDR war es als Exportware relativ schwer im Handel erhältlich (zum Beispiel nur in ausgewählten Restaurants). Nach einem Produktions- und Absatzeinbruch direkt nach der Wende sowie dem zeitweiligen Wegfall der Exportmärkte wurde in den letzten Jahren die Brau-Kapazität enorm gesteigert. 2002 benannte sich der Mehrheitseigner der Brauerei, die damalige Binding-Gruppe, in „Radeberger Gruppe“ um.
Eine weitere kulinarische Spezialität Radebergs ist der Original Radeberger, ein Kräuterlikör, der ursprünglich von der Firma Richter hergestellt wurde.
Die Meierei Heinrichsthal wurde 1880 in der Ortslage Heinrichsthal (ehemaliges Vorwerk, zu Radeberg gehörig) gegründet. Bereits 1884 erwarb die Gründerin der Haushaltungsschule und Lehrmeierei Heinrichsthal, Agathe Zeis, das Patent zur Herstellung des Camembert-Käses und war damit die erste in Deutschland, die die französische Käsespezialität herstellen durfte.

### Regelmäßige Veranstaltungen
In regelmäßigen Abständen finden als größte Veranstaltungen in der Stadt das Radeberger Bierstadtfest, das Brauereifest und das Korchfest statt. Weitere bekannte Events sind das Kohlrabiinselfest, das Ullersdorfer Dorfteichfest, die Sommersonnenwendfeier in Liegau-Augustusbad, das Sommerfest des Sächsischen Epilepsiezentrums Radeberg, das Feuerwehrfest und der Radeberger Weihnachtsmarkt. Zum Tag der offenen Tür laden unter anderem das Schloss, die Sternwarte, das Epilepsiezentrum und die Freiwillige Feuerwehren (auch der Ortsteile) ein.
Seit der Eingemeindung von Großerkmannsdorf im Jahre 1999 wird ab 11.11. eines jeden Jahres der Karneval durch den Karnevalsklub Großerkmannsdorf 1967 eingeläutet. Es finden auch Karnevalsveranstaltungen in anderen Radeberger Ortsteilen, wie zum Beispiel in Ullersdorf, statt.
Radeberger Bierstadtfest
Alljährlich im Juni findet das Radeberger Bierstadtfest statt. Dabei wird die Innenstadt für den Fahrzeugverkehr gesperrt, um Platz für Händler, Schausteller und Bühnen zu schaffen. Künstler und DJs sorgen für musikalische Unterhaltung. Mittelalterliche Modenschauen, Showkochen, das Radeberger Bierfassrollen und der Radeberger Funkenflug werden an dem drei Tage dauernden Fest durchgeführt.

### Medien
Über das Lokalgeschehen in und um Radeberg berichten die Sächsische Zeitung in der Lokalausgabe Rödertal Zeitung, die Heimatzeitung Die Radeberger sowie der WochenKurier.

### Naturschutz
- Siehe auch: Liste der Naturdenkmale in Radeberg

## Freizeit- und Sportanlagen
Das Stadtbad Radeberg ist ein Freibad mit Schwimm- und Planschbecken, großen Liegeflächen, einem Kinderspielplatz und einem Volleyballplatz. Regelmäßig finden hier das Badfest und andere Veranstaltungen statt. Bis 2012 war das Stadtbad der Austragungsort der Scottish Highland Games Radeberg. 2013 wechselten Veranstalter und Ort des Wettbewerbs.
Der Radeberger SV betreibt mehrere Sportstätten in Radeberg, so das Stadion an der Schillerstraße mit mehreren Fußballplätzen und einer Sporthalle, sowie im Hüttertal eine große Bogenschießanlage. Aufgeteilt in verschiedene Abteilungen bietet der RSV u. a. Handball, Fußball, Tennis, Spielmannszug, Federball, Kegeln, Leichtathletik, Tanzen, Tischtennis, Turnen, Volleyball, Faustball und Bogenschießen an.

## Infrastruktur

### Verkehr

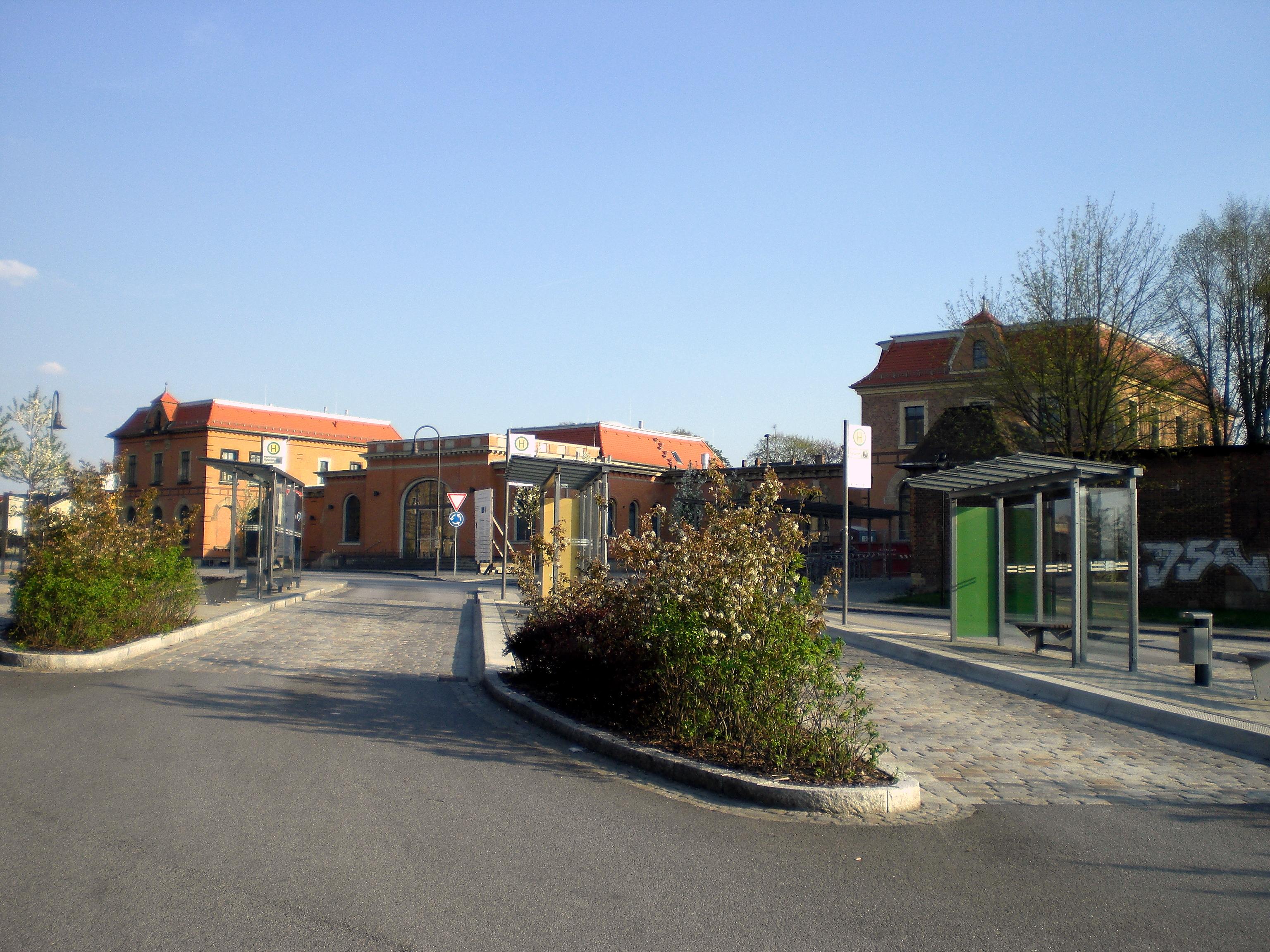
Bahnhof und Busbahnhof in Radeberg

Der Bahnhof Radeberg liegt an der bereits ab 1845 in Betrieb genommenen Bahnstrecke Görlitz–Dresden. Hier verkehren Züge der Länderbahn („Trilex“) und der DB Regio.

### Krankenhäuser
1906 ist das „Städtische Krankenhaus“ erbaut worden. Dieses erhielt 1981 den Ehrennamen Dr. Paul Kirchner. Die daraus hervorgegangene Asklepios-ASB Klinik Radeberg ist ein Krankenhaus der Regelversorgung mit 125 Betten. Das Epilepsiezentrum Kleinwachau ist das einzige auf Epilepsie spezialisierte Fachkrankenhaus in Sachsen.

### Bildung

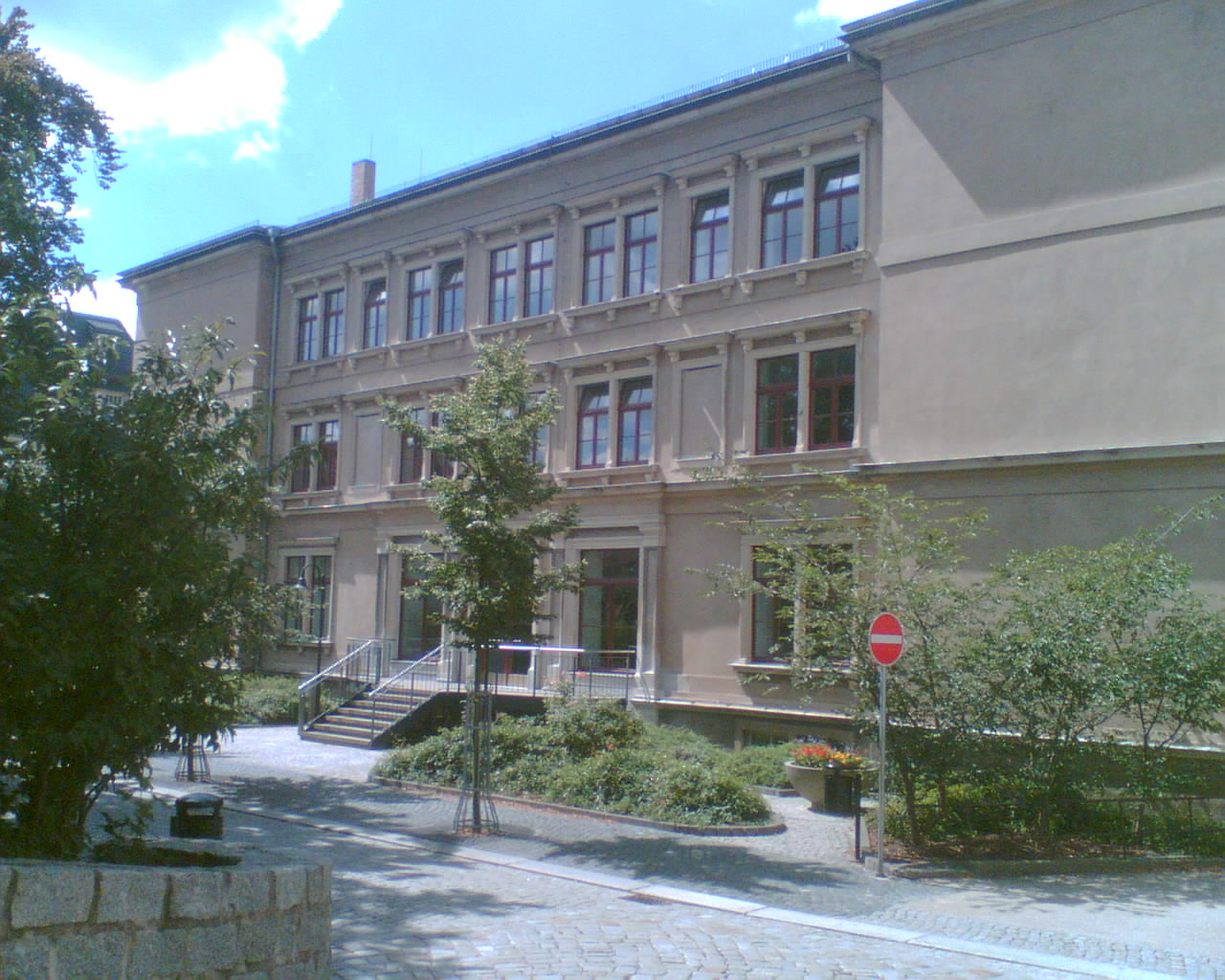
Grundschule Stadtmitte

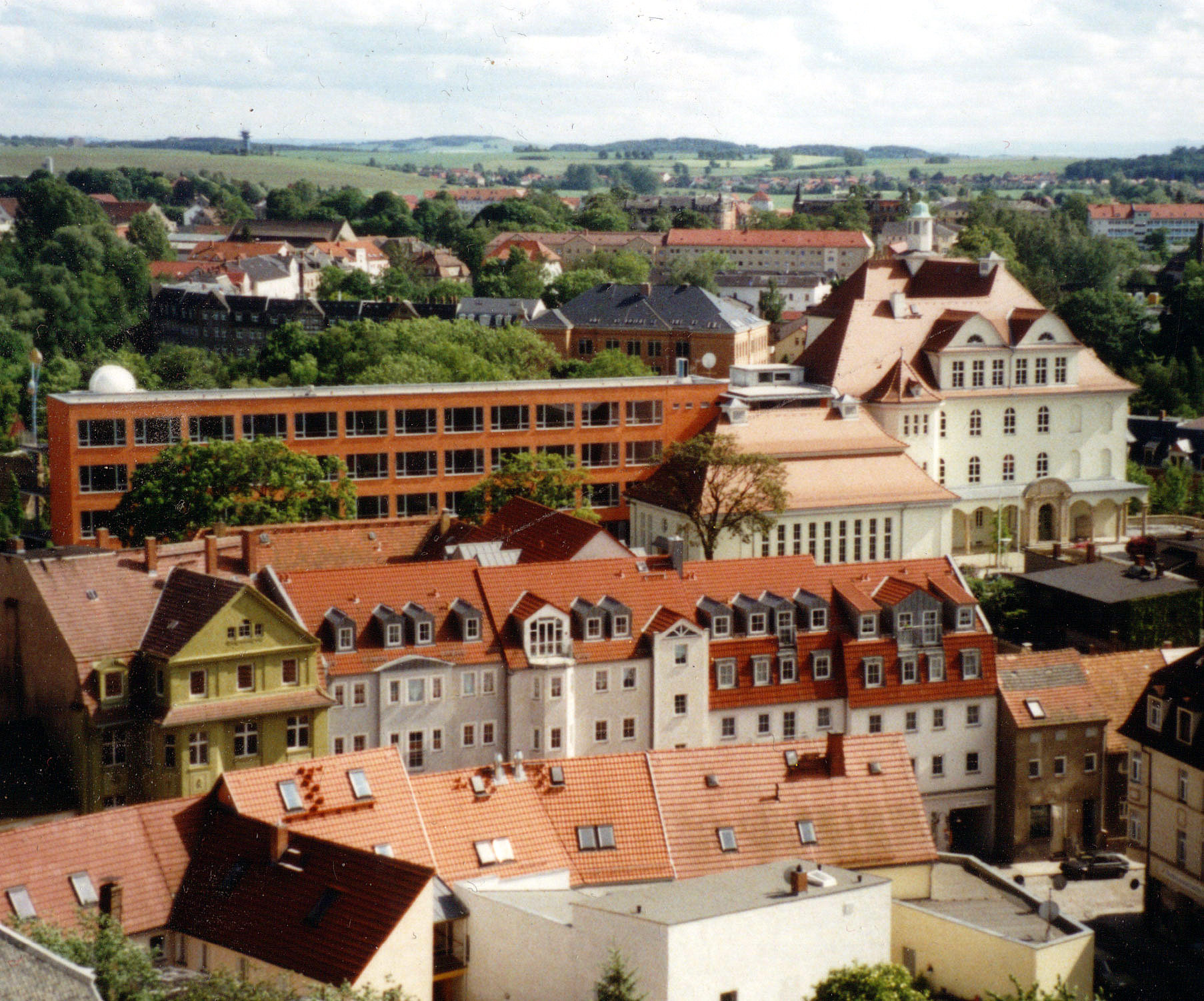
Humboldt-Gymnasium, historisches Gebäude rechts und Ergänzungsbau links

Das Humboldt-Gymnasium Radeberg auf dem Freudenberg geht auf die „Städtische Höhere Knabenschule“ zurück, die 1899 gegründet wurde. 1912 bezog das 1904 aus der Städtischen Höheren Knabenschule hervorgegangene Realprogymnasium den Schulneubau auf dem Freudenberg. 1925 erfolgte die Ernennung zum Realgymnasium mit Realschule, und es durften erstmals Schüler in die Abiturstufe aufgenommen werden. Drei Mädchen besuchten erstmals 1914 gemeinsam mit den Knaben die Schule. Nach der Schließung im Jahr 1982 wurde das Gymnasium 1992 neu gegründet und konnte im Frühjahr 2000 nach einer Sanierung des alten Gymnasialgebäudes und der Fertigstellung des Ergänzungs-Baues aus dem bis dahin mitbenutzten Gebäude der ehemaligen „Hans-Beimler-POS“ (Polytechnische Oberschule) an der Waldstraße wieder auf den Freudenberg ziehen.
Des Weiteren gibt es in Radeberg zwei Oberschulen, die Pestalozzi-Oberschule im Stadtzentrum und die Ludwig-Richter-Oberschule in der Ortslage Lotzdorf. In Radeberg gibt es die Grundschule Süd, die Grundschule Stadtmitte sowie die Grundschulen in den Ortsteilen Ullersdorf und Liegau-Augustusbad. Die Grundschule im Ortsteil Ullersdorf hatte von 2008 bis 2015 im Ortsteil Großerkmannsdorf noch eine Außenstelle. Diese ehemalige Außenstelle der Pestalozzi-Oberschule stand vorher leer und konnte mit einer Sondergenehmigung reaktiviert werden, da für eine Zweigleisigkeit in Ullersdorf nicht genügend Klassenräume zur Verfügung standen. Im Schuljahr 2015/2016 startete in dem Schulgebäude die Freie Evangelische Grundschule Radeberger Land.
Es gibt darüber hinaus eine Förderschule G und eine Förderschule L sowie ein Berufsschulzentrum.
Die Kreisvolkshochschule Bautzen unterhält in der Heidestraße eine Regionalstelle und bietet dort verschiedene Kurse an.

## Persönlichkeiten

### Ehrenbürger
- Johann Gottfried Kliemann, Röhrmeister und Zimmerermeister von Radeberg, Ehrenbürger 22. Mai 1846[29]
- Ludwig Erhard Kühn (* 1798), Forstwirtschaftler und -Verwalter der Region Radeberger Land, Ehrenbürger 1847[30]
- Prinz Georg von Sachsen (1832–1904), Batteriechef der Radeberger Garnison (1852–1854), Ehrenbürger 12. Oktober 1853
- Otto von Bismarck (1815–1898), Verleihung des Ehrenbürgerrechts von 72 sächsischen Städten anlässlich seines 80. Geburtstages, Ehrenbürger 1895

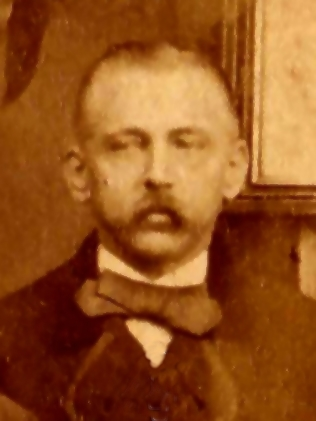
August Max Rumpelt um 1875

- August Max Rumpelt (1827–1907), Bürgermeister von Radeberg (1873–1895), vorher Advokat und Besoldeter Stadtrat, Ehrenbürger 1895
- Paul Oertel (1833–1920), Vorsteher des Stadtverordneten-Kollegiums in Radeberg, Ehrenbürger 1901
- Karl Traugott Werner (1840–1920), Stadtrat, Stellv. Bürgermeister, Branddirektor in Radeberg, Ehrenbürger 1916
- Bruno Thum (1851–1938), Branddirektor, Feuerwehr-Kommandant in Radeberg, Stadtrat, Kaufmann, Ehrenbürger 1924
- Hans Wächtler (1898–1963), Bürgermeister von Radeberg (1945), Ehrenbürger 1946
- Georg Wehner (1909–1986), Rayonbürgermeister Radeberg (1945), Landrat Kreis Dresden (1945), Ehrenbürger 1946
- Karl Otto Uhlig (1872–1950), sächsischer Innenminister (1919–1920), Erster Bürgermeister (1920–1933), Ehrenbürger 1948
- Albert Dietze (1874–1966), Sanitätsrat, Verdienter Arzt des Volkes, Ehrenbürger 1964
- Iwan Michailowitsch Fomin (1906–1983), Generaldirektor „Sowjetische Aktiengesellschaft ‚Gerät‘ in Deutschland, Werk Sachsenwerk in Radeberg“ (August 1946–Juni 1952), Ehrenbürger 1975
- Iwan Fjodorowitsch Lobodenko (eigentlich Lojuodenko, * 1916), ab 8. Mai 1945 Befehlshaber der Roten Armee für Radeberg und Umgebung und von Oktober 1945 bis September 1947 Stadtkommandant der SMAD für den Rajon Radeberg,[31] Ehrenbürger 1975
- Vladimir Čermak (* 1927), Bürgermeister der Radeberger Partnerstadt Neratovice, Ehrenbürger 1987
- Gunter Hauswald (1929–2003), Bürgermeister Radeberg (1960–1985), Ehrenbürger 1989

### Söhne und Töchter der Stadt
- Gottfried Cundisius (1599–1651), lutherischer Theologe
- Matthias Schurig (zwischen 1640 und 1650–1697), Orgelbaumeister
- Ernst Friedrich Schlegel von Gottleben (1693–nach 1743), Magister, Pastor, Schriftsteller
- Johann Gottlob Schlegel von Gottleben (1695–nach 1728), Magister, Pastor, Inspektor in Waldheim
- Johann Heinrich Seidel (1744–1815), Hofgärtner in Dresden
- August Friedrich Langbein (1757–1835), Dichter und Schriftsteller
- Karl Gottlob Sonntag (1765–1827), Theologe, Generalsuperintendent für Livland, Historiker, Autor
- Christian Gotthelf Pienitz (1774–1839), Arzt
- Johann George Friedrich Messerschmidt (1775–1831), Professor am Gymnasium in Altenburg
- Ernst Gottlob Pienitz (1777–1853), Arzt und Psychiater, Direktor der Königlich-Sächsischen Heil- und Verpflegungsanstalt auf dem Sonnenstein

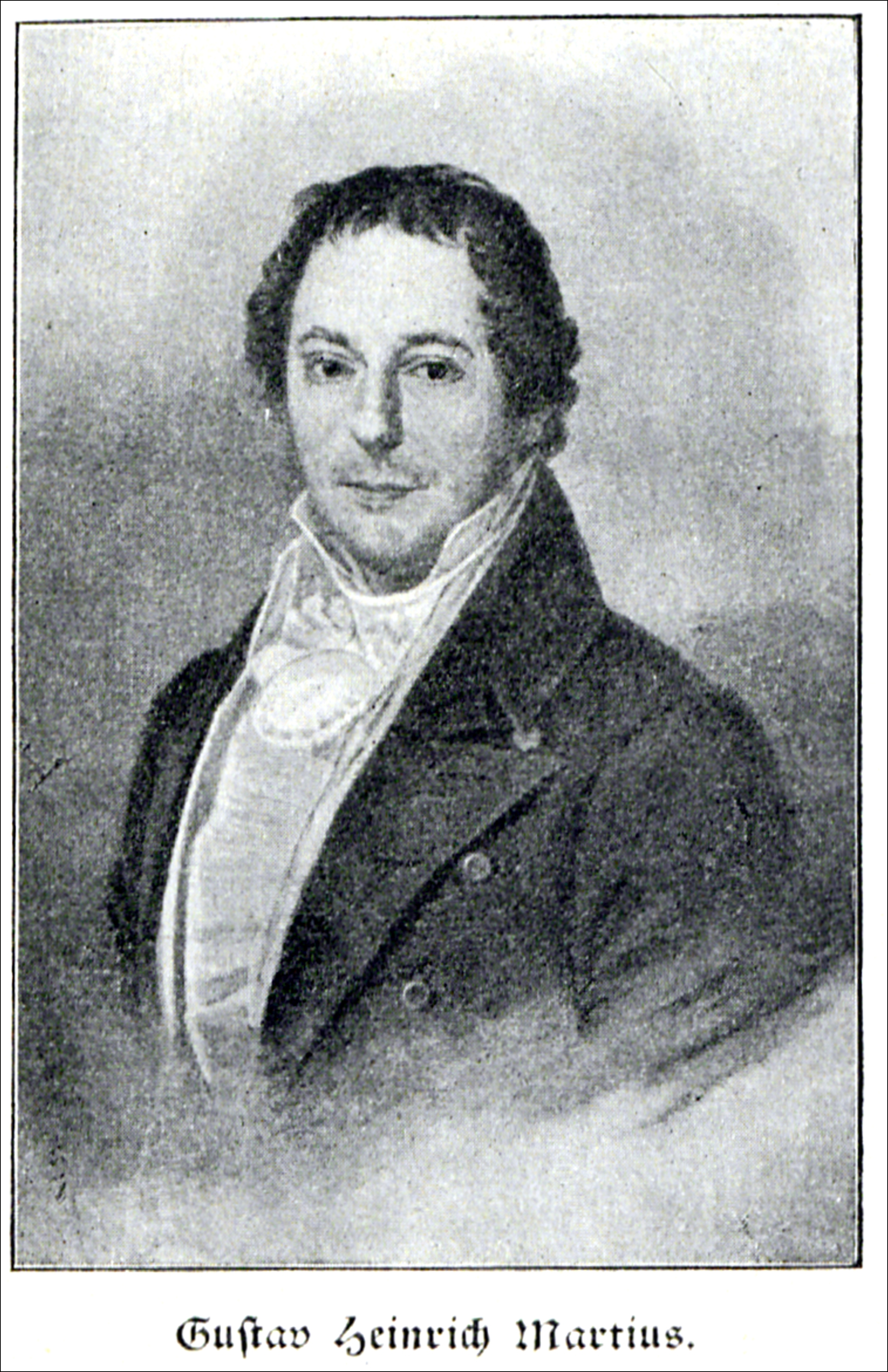
Heinrich von Martius

- Heinrich von Martius (1781–1831), Arzt, Naturwissenschaftler, Schriftsteller und Chronist
- Carl Wilhelm Scherz (1783–1839), Fabrikant, 1835[32] Gründer der ersten Fabrik in Radeberg, der Leinen und Baumwollenwaaren=Fabrik v. C. W. Scherz in Radeberg, auch Schönfärberei.
- Adolf Nicolai (1805–1872), Unternehmer und Kirchenlieddichter
- Bernhard Oskar von Funcke (1824–1902), Königlich-sächsischer Offizier und General, zuletzt Stadtkommandant von Dresden im Rang eines Generalleutnants.
- Johann Karl August Schurig (1828–1901), Generalleutnant der Sächsischen Armee
- Heinrich Rudolf Schurig (1835–1901), Vorsitzender des Gesamtministeriums im Königreich Sachsen
- Johannes Oertel (1840–1916), Oberbürgermeister von Zittau
- Hugo Woldemar Hickmann (1841–1922), Pfarrer und Gründer des ersten Kindererholungsheims Deutschlands im Augustusbad
- Erhard Ludewig Winterstein (1841–1919), Maler, Professor an der Königlichen Kunstakademie und Kunstgewerbeschule Leipzig
- Kurt von Schmalz (1843–1919), Königlich-sächsischer Offizier und General, u. a. als Kommandeur eines sächsischen Großverbandes der Infanterie und zuletzt als Stadtkommandant von Dresden im Rang eines Generalleutnants
- Hermann Erler (1844–1918), Verleger, Komponist und Schriftsteller
- Johannes Gelbke (1846–1903), Komponist, Dirigent, Chorleiter, Sänger
- Friedrich Albert Apel (1847–1905), Marionettenspieler[33][34][35]
- Paul am Ende (1851–1926), Politiker
- Georg Friedrich Alexander Knobloch (1853–1923), sächsischer Landtagsabgeordneter, Stadtrat, Kaufmann
- Anselm Rumpelt (1853–1916), Verwaltungsbeamter
- Max Leuschner (1856–1923), Kutschen-, Karosserie- und Autobauer (Fa. Kühlstein Berlin)
- Richard Graul (1861–1921), Generalmajor
- Ernst Flemming (1866–1931), Direktor Höhere Fachschule für Textil- und Bekleidungsindustrie Berlin, Textil- und Bekleidungswissenschaftler, Designer, Autor, Hochschullehrer
- Fritz Neuhäußer (1877–1939), Bürgermeister von Bad Oeynhausen
- Rudolf Worlitzsch (1895–1980), Mathematiker und Physiker
- Max Hinsche (1896–1939), Präparator, Jäger, Trapper, Naturforscher, Schriftsteller („Kanada wirklich erlebt“)
- Friedrich Rasche (1900–1965), Journalist, Kritiker, Essayist, Schriftsteller und Lyriker
- Georg Naumann (1901–1978), Pionier der Erforschung des NW Kanadas/Alberta, insbes. Ölsand-Forschung
- Walter Grüntzig (1903–nach 1970), Schauspieler, Rezitator, Regisseur und Spielleiter
- Herbert Terpitz (1903–1967), Architekt
- Heinz Hunger (1907–1995), Theologe und Sexualpädagoge
- Werner Heinz Muche (1911–1987), Wissenschaftler, Entomologe, Lehrmittelhersteller
- Willy Muschter (1912–1969), Maler
- Siegfried Tiebel (1917–2012), Verwaltungsjurist und Ministerialbeamter
- Rudolf Limpach (1920–1995), Historiker, Museologe, Gründer und Leiter des Heimatmuseums Radeberg (bis 1990)
- Rudolf Kaffka (1923–1985), Theologe und Politiker (SPD), MdB
- Erich Oese (1926–2012), Pferdesportfunktionär
- Heinz Kittner (1928–2012), Bergsteiger
- Wolfgang Gotte (1929–2002), Geologe
- Johannes Conrad (1929–2005), Schriftsteller, Satiriker, Karikaturist, Schauspieler
- Gottfried Beier (1930–2004), Historiker und Heimatdichter
- Herbert Viecenz (1932–2007), Bildhauer, Keramiker und Hochschullehrer
- Roselind Czernetzki (* 1937), Gebrauchsgrafikerin und Ausstellungsgestalterin
- Dieter Philipp (* 1938 in Liegau-Augustusbad), Diplomat
- Bodo Muche (1939–2017), Bildhauer, Bronzegießer, Naturforscher
- Klaus Garten (1941–1965), Todesopfer der Berliner Mauer
- Peter Muschter (1942–1996), Maler und Bildhauer
- Hansjochen Schwieger (* 1945), Architekt
- Rolf Werstler (* 1949), Kunstmaler, Grafiker
- Johannes Winkler (1950–1989), Dirigent
- Hartmut Schade (* 1954), Fußballspieler
- Gabriele Blell (* 1957), Fremdsprachendidaktikerin und Hochschullehrerin
- Michael Weber (* 1959), Politiker, Mitglied des Sächsischen Landtages
- Falk Zschiedrich (* 1961), Fußballspieler
- Thomas Scheibitz (* 1968), Maler und Bildhauer
- Roland Kluttig (* 1968), Dirigent
- Tom Fabritius (* 1972), Maler

### Mit Radeberg verbundene Persönlichkeiten (Auswahl)
- Peter Adler (1940–2010), Politiker (SPD), sächsischer Landtagsabgeordneter
- Theodor Arldt (1878–1960), Naturwissenschaftler, Historiker, Schriftsteller und Lehrer
- Erich Bär (1905–1981), Gründer und langjähriger Leiter der Radeberger Volkssternwarte „Erich Bär“. Namensgeber des Kleinplaneten (319227) Erichbär
- Jakub Bart-Ćišinski (1856–1909), sorbischer katholischer Priester und Dichter, ab 1901 Pfarradministrator in Radeberg

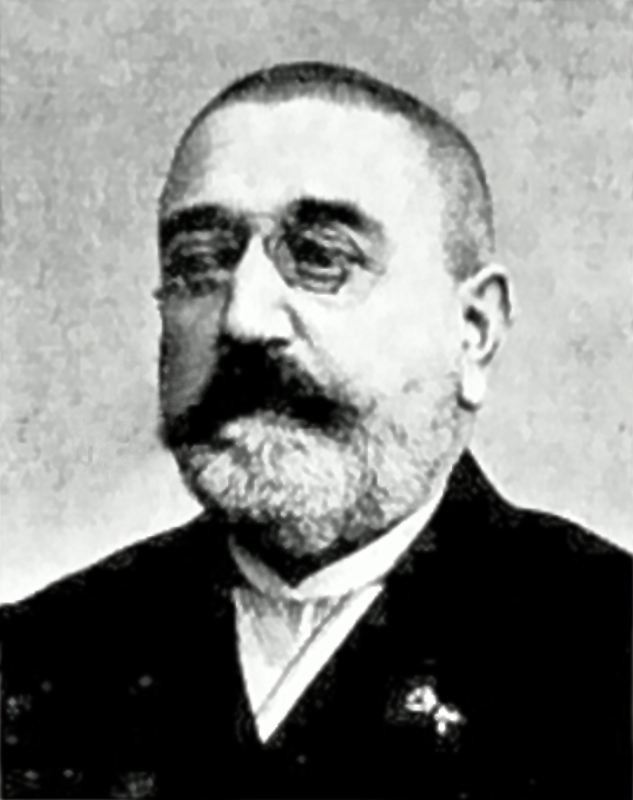
Otto Bauer, um 1910

- Otto Bauer (1850–1916), Politiker, Radeberger Bürgermeister von 1895 bis 1916
- Dieter Otto Berschinski (* 1941), Kunstmaler
- Walter Böttger (1882–1947), Marionettenspieler[33][36][37]
- Ernst Braune (1853–1942), Konsumgenossenschafter und Kommunalpolitiker (SPD)

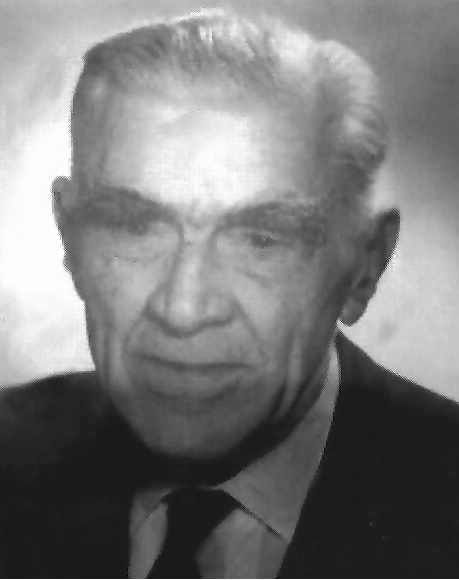
Paul Brückner

- Paul Brückner (1886–1963), Bezirksbürgermeister Rajon Radeberg 1945, Bürgermeister von Radeberg 1945–1948, Landrat des Kreises Löbau 1948–1952
- Conrad Brüne (1853–1931), Braumeister und Direktor der Radeberger Exportbierbrauerei, entwickelte das Unternehmen zum Großbetrieb
- Gertrud Busch (1892–1970), deutsche Schriftstellerin und Vortragskünstlerin
- Albert Dietze (1874–1966), Sanitätsrat, Verdienter Arzt des Volkes, Ehrenbürger 1964
- Anne Dorn (1925–2017), Schriftstellerin, Lyrikerin, Hörspiel- und Fernsehautorin
- Carl Eschebach (1842–1905), deutscher Unternehmer, Gründer der Radeberger Guß- und Emaillierwerke Carl Eschebach & Co.
- Peter Flache (* 1969), deutscher Kabarettist und Schauspieler
- Friedrich August Emil Heuer (1857–1934), Königlicher Hofwagenbauer, Gründer der „Werkstatt für Hufbeschlag und Wagenbau“ auf der Pulsnitzer Straße 4
- Detlef Herrmann (1944–2013), Bildhauer
- Jan Hoffmann (* 1955), deutscher Eiskunstläufer und Orthopäde
- Herbert Jobst (1915–1990), deutscher Schriftsteller

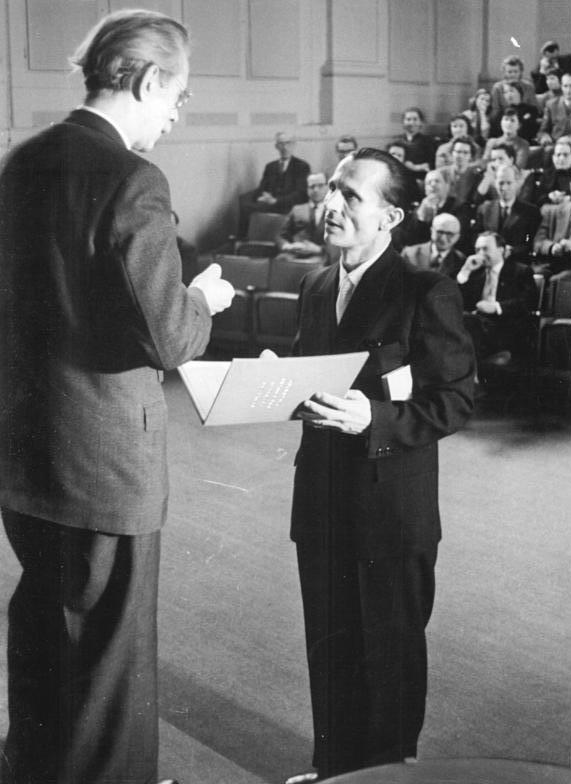
Verleihung Heinrich-Mann-Preis an Herbert Jobst (re.) 1958

- Harry Kaiser († 1995), Kantor in Radeberg 1935–1960, Kirchenmusikdirektor Kreis Dresden-Land, Namensgeber für den 1996 gegründeten Harry-Kaiser-Männerchor in Radeberg
- Paul Kirchner (1870–1961), deutscher Arzt, Verdienter Arzt des Volkes 1954
- Heinrich Lahmann (1860–1905), deutscher Arzt und Naturheiler, Besitzer von Gut Friedrichstal
- Martin Lehnert (1919–2012), Maler, Grafiker
- Wilfried Lumpe (1935–2018), Gebrauchsgrafiker
- Rosso Majores (1911–1996), Maler, Grafiker, Kunstpädagoge, Nationalpreisträger
- Werner Mansfeld (1913–2011), deutscher Wissenschaftler
- Charlotte Meentzen (1904–1940), deutsche Naturheilkundlerin, Unternehmerin, Firmengründerin Charlotte Meentzen, Heilkräuter Kosmetik
- Johann Joachim Quantz (1697–1773), 1714 wenige Wochen Aufenthalt in Radeberg als Stadtpfeifer-Geselle
- Joachim Reinelt (* 1936), emeritierter römisch-katholischer Bischof von Dresden-Meißen
- Christoph Seydel (1670–1747), Mineraloge, Bürgermeister, Gründer des Augustusbades
- Karl Stanka (1883–1947), Maler, Stadtchronist
- Agathe Zeis (1840–1887), Gründerin der Lehrmeierei Heinrichsthal, führte den französischen Camembert im Deutschen Reich ein
- Otto Rasch (1891–1948), Bürgermeister 1933–35, als Befehlshaber der Einsatzgruppe C u. a. für das Massaker von Babyn Jar am 19./30. September 1941 verantwortlich